# Castellitx
Castellitx és una antiga alqueria situada al terme de Algaida, a Mallorca. Aquesta alqueria es troba a la zona de les terres interiors de l'illa, a prop del nucli urbà d'Algaida, i va ser una població de gran importància durant l'època medieval.

## Etimologia
L'etimologia del nom de Castellitx, segons l'estudiós Joan Coromines, prové d'un mossarabisme derivat del llatí castellis, que significa "dels castellets" o "petits castells".
Aquest topònim és un reflex de l'evolució lingüística de la zona, on la influència de la llengua àrab, a través dels mossàrabs, va deixar una petjada en la toponímia mallorquina. La referència als "petits castells" pot fer al·lusió a l'existència d'una petita fortalesa o al seu context defensiu durant l'època medieval.

## Història
L'alqueria ja apareix en el Llibre del Repartiment amb una extensió de catorze jovades i propietat de García Pérez de Pina posteriorment passa a Ferrer de Pallarès, prebost de Tarragona en representació de la cúria.Cap al 1395 s'ha documentat que era propietat de Domingo Grau. La contrada sembla que era habitada des de temps del domini romà i musulmà per la quantitat de fonts naturals que concentra.
Al lloc de Castellitx s'hi aixecà una de les anomenades esglésies de repoblament, els primers temples cristians que es construïren a la ruralia mallorquina després de la conquesta catalana. A la butlla del papa Innocenci IV de 14 d'abril de 1248 s'esmenta sota l'advocació de Sant Pere i Sant Pau. Sembla que aquesta petita església actuava com a parròquia de la població escampada d'aquella zona de l'antic districte de Muntuy, com ho corroboren els múltiples camins que hi portaven. Fins a començament del segle XV no es traslladà la parròquia a la vila d'Algaida. També fins al segle xv el nom de Castellitx identificà l'actual terme municipal d'Algaida.
L'antiga alqueria quedà dividida els primers anys del segle xvii entre les possessions de Castellitx de la Pau i Castellitx d'en Barra d'Or com es documenta al cadastre de 1603.

## Festes
La tercera festa de Pasqua el poble d'Algaida hi celebra una pancaritat.

## Església de la Mare de Déu de la Pau de Castellitx
L'entrada de l'edifici està situat mirant cap a Ponent amb un mur que tanca l'espai antigament destinat a fossar i en l'actualitat convertit en jardí. L'accés es pot fer per dos portells flanquejats amb pilar que acaben amb petits castells de marès.
L'oratori és format per tres cossos i un quart annexat al lateral. El portal de l'església precedit d'un porxo de planta quadrada, amb dos aiguavessos i recolzat sobre una columna ortogonal. S'hi accedeix pel que era abans el cementiri amb un portal d'arc rebaixat. Sembla que aquesta construcció data del segle xvi amb la intenció d'engrandir la capacitat del temple.
Un arc de mig punt construït amb dovelles, ornamentades amb puntes de diamant esculpides a la pedra, obre l'accés a l'oratori. L'interior és d'una sola nau dividida amb tres tres i la capçalera. La volta que la cobreix és de canó al primer tram i al presbiteri, essent fruit de la reforma que portà a terme el rector Amengual al segle xviii. En canvi la part més antiga de l'església són els dos trams que resten del segle xiii. La teulada és dos d'aiguavessos sobre un arc de diafragma apuntat només decorat de motius de motllura. Finalment la sagristia del segle xviii aprofita el contrafort.
La imatge que es venera de la Mare de Déu de la Pau es troba al cor de presbiteri, es tracta d'una talla gòtica, datada el 1430, de fusta policromada. La verge es troba representada asseguda, amb una esfera a la mà dreta i Jesús nin al genoll esquerre amb també una esfera dins la mà. La imatge patí una important restauració de 1976.

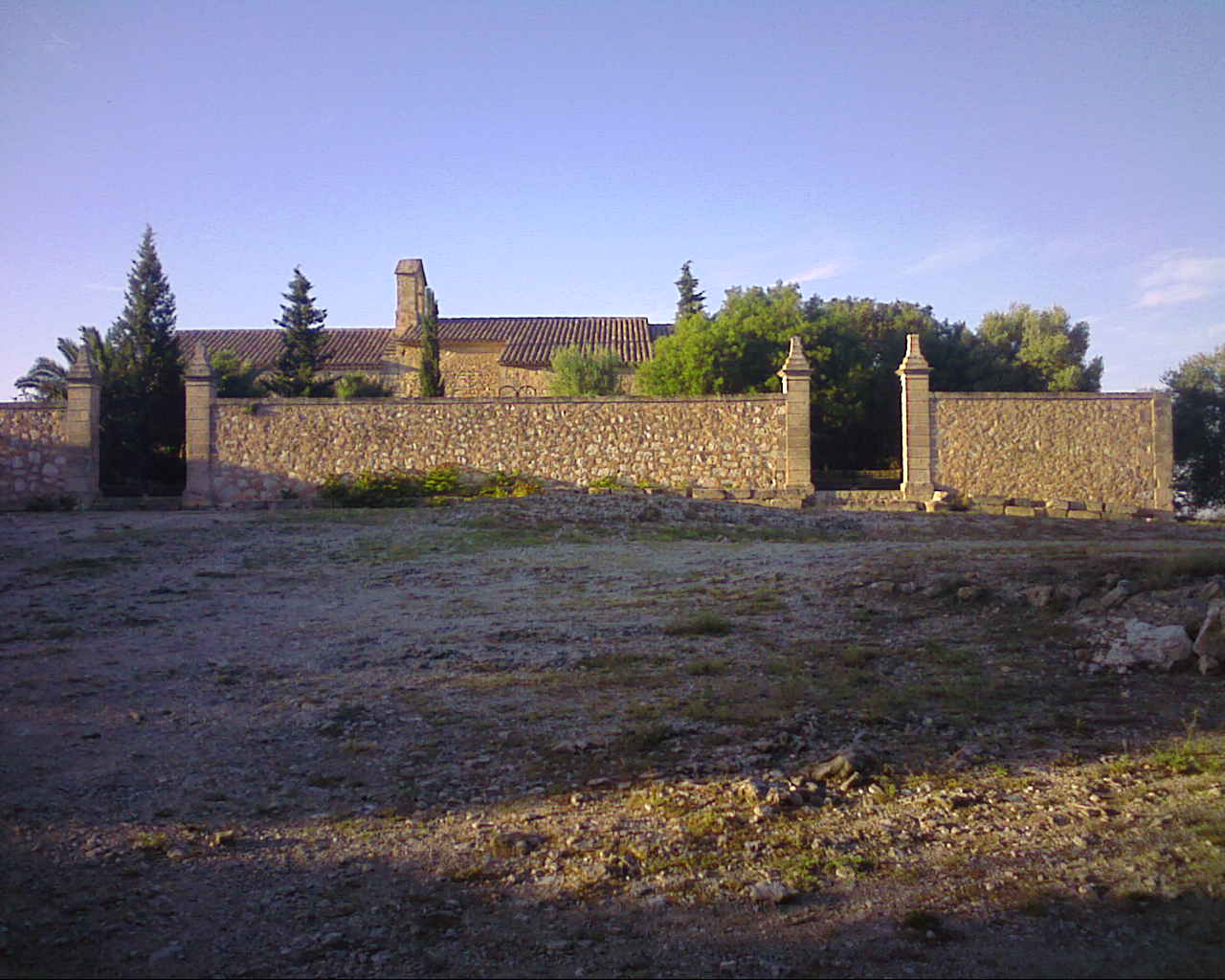
L'església de la Mare de Déu de la Pau de Castellitx
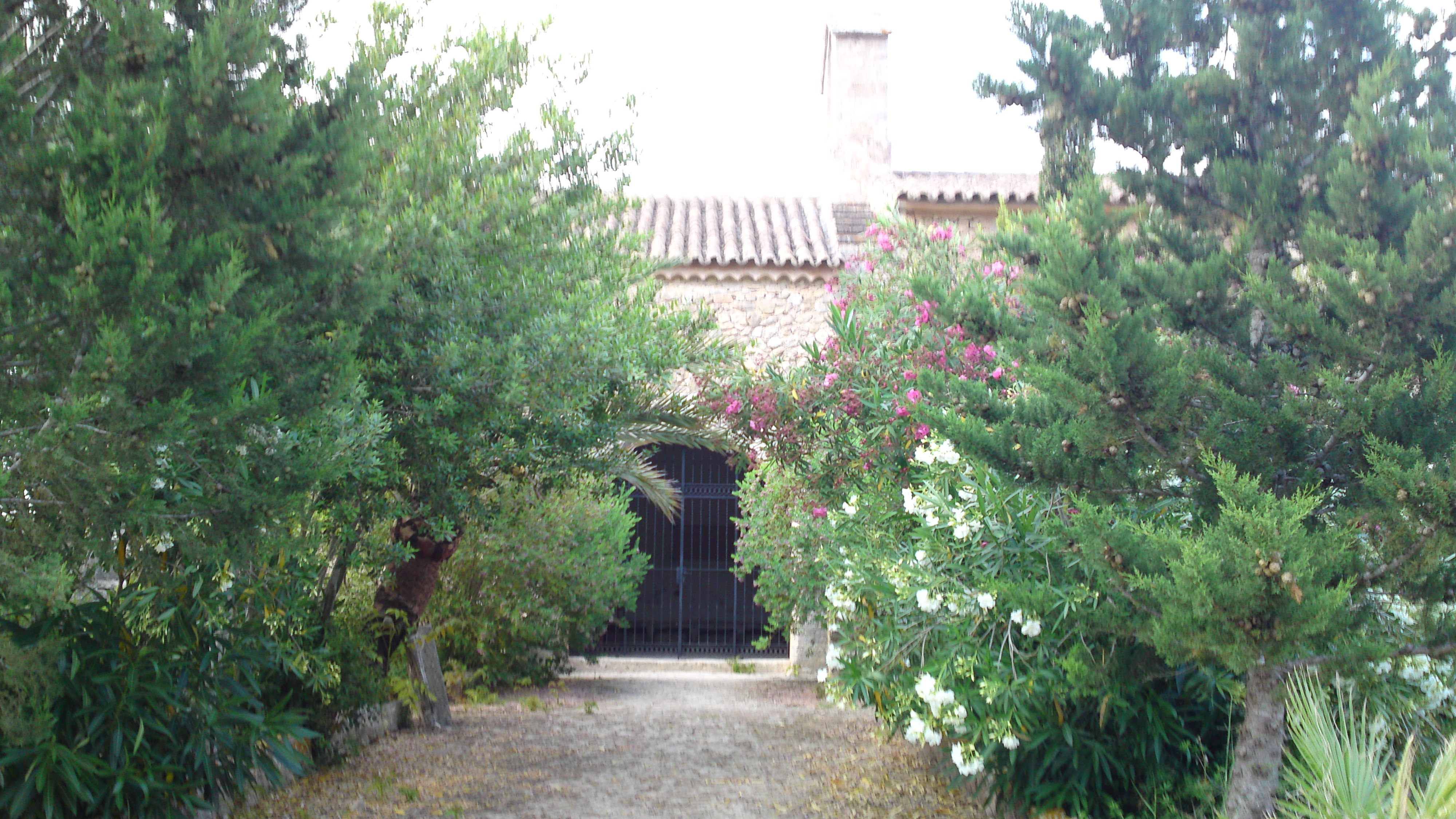
Una vista del corral
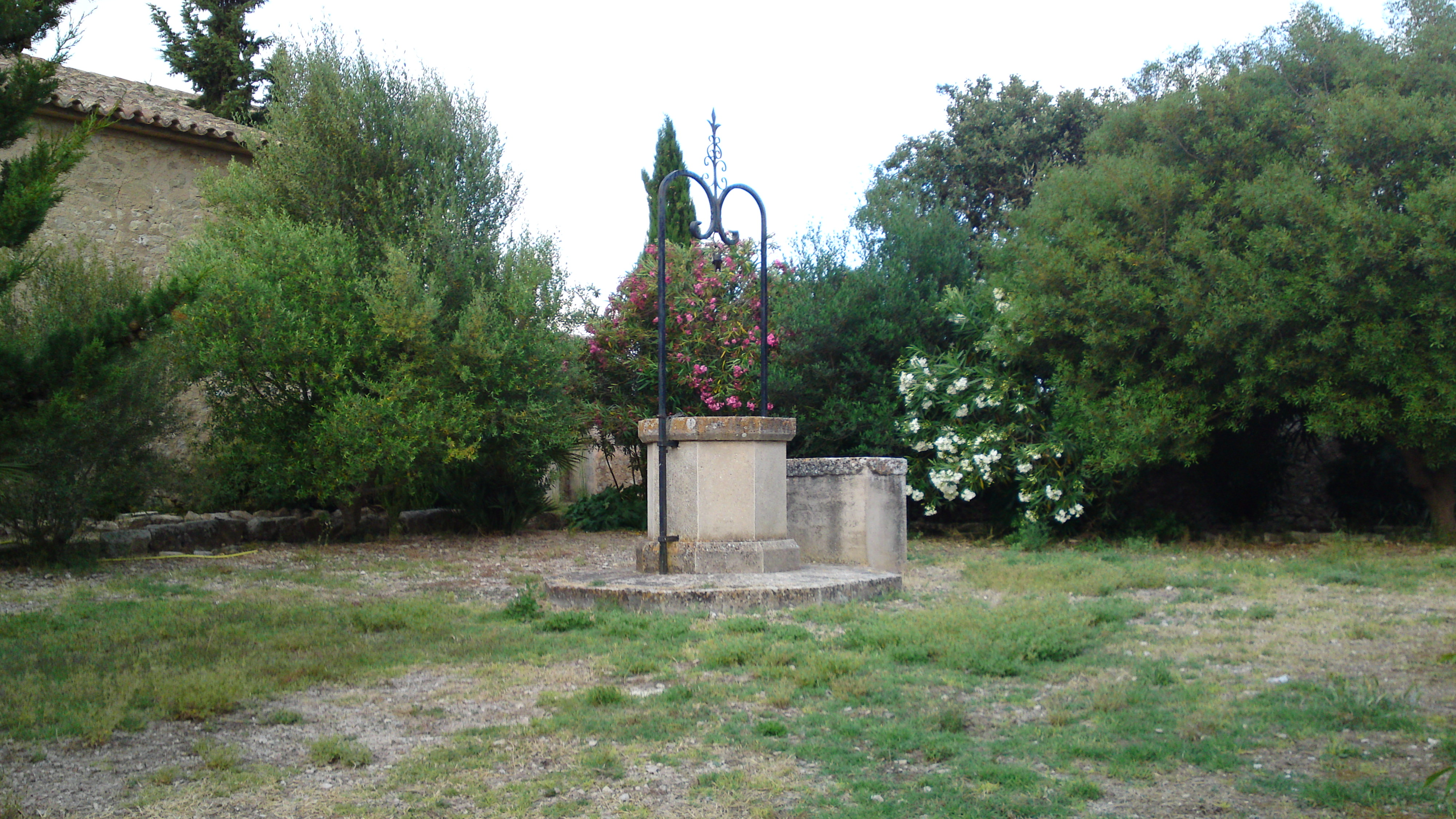
La cisterna

## Castellitx de la Pau
Aquesta possessió neix per la divisió de l'antiga alqueria a començaments del segle xvii. Al cadastre de 1603 apareix com a propietari Joanot Anglada i era valorada amb 7.000 lliures. Posteriorment la propietat passà a les famílies dels Mesquida, Moragues i després Sureda. L'any 1871 la possessió era de Josep Quint Zaforteza i amb 205 quarterades era la setena explotació del terme d'Algaida. A començament del segle XX la possessió fou de la família González-Moro fins que el 1941 va ser establides entre diferents propietaris.
Quan la possessió encara era completa confrontava al nord amb el torrent de Castellitx o síquia del Molinet, a l'est amb Son Coll Vell i la Mata Escrita, al sud amb el Puig d'en Bord que la separa d'Albenya i a l'oest Castellitx d'en Barra d'Or.
Molt a prop de les cases es troba l'església de la Pau propietat de bisbat de Mallorca. El dimarts de Pasqua el poble d'Algaida hi celebra una pancaritat.

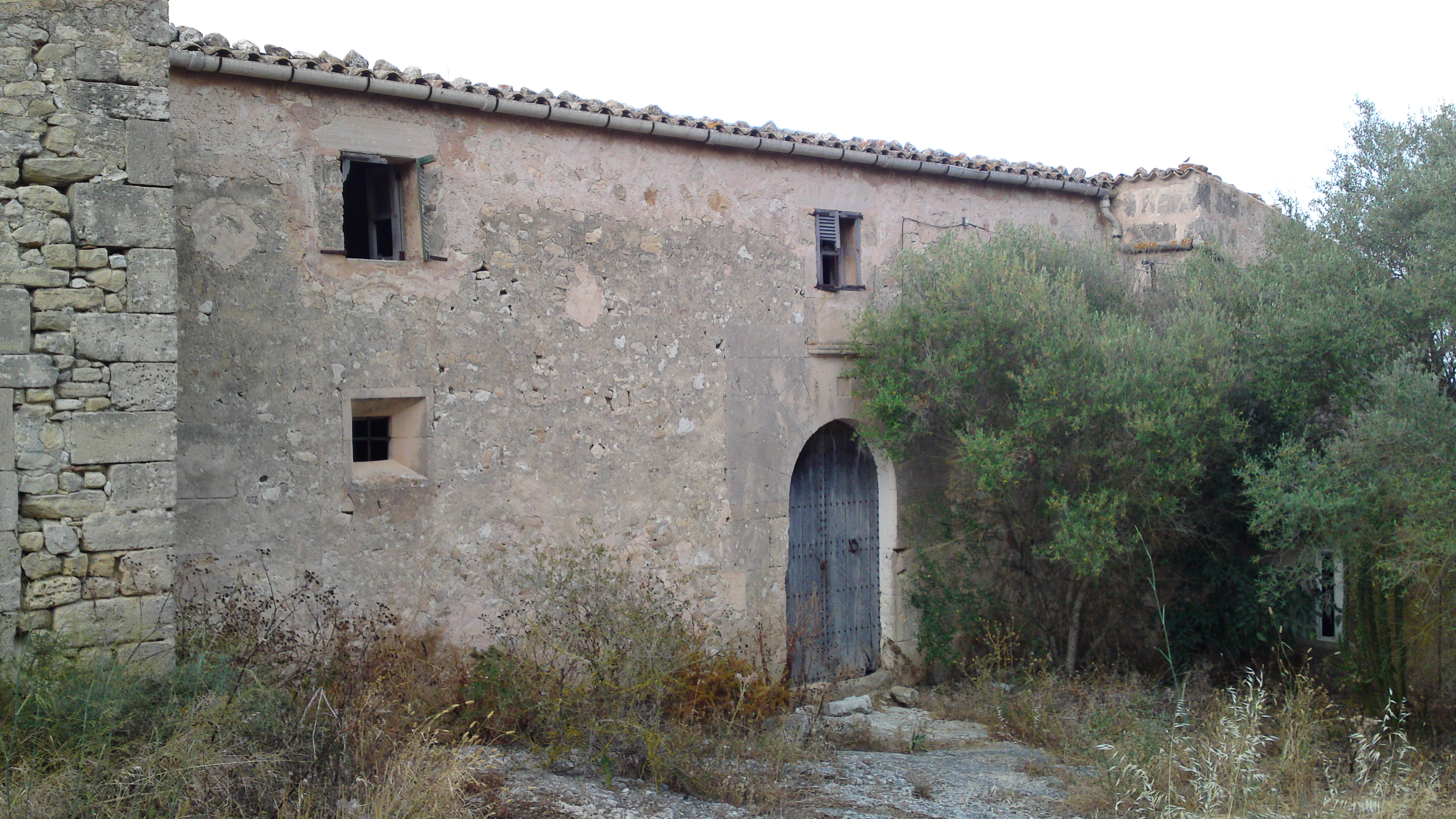
La façana principal de Castellitx de la Pau
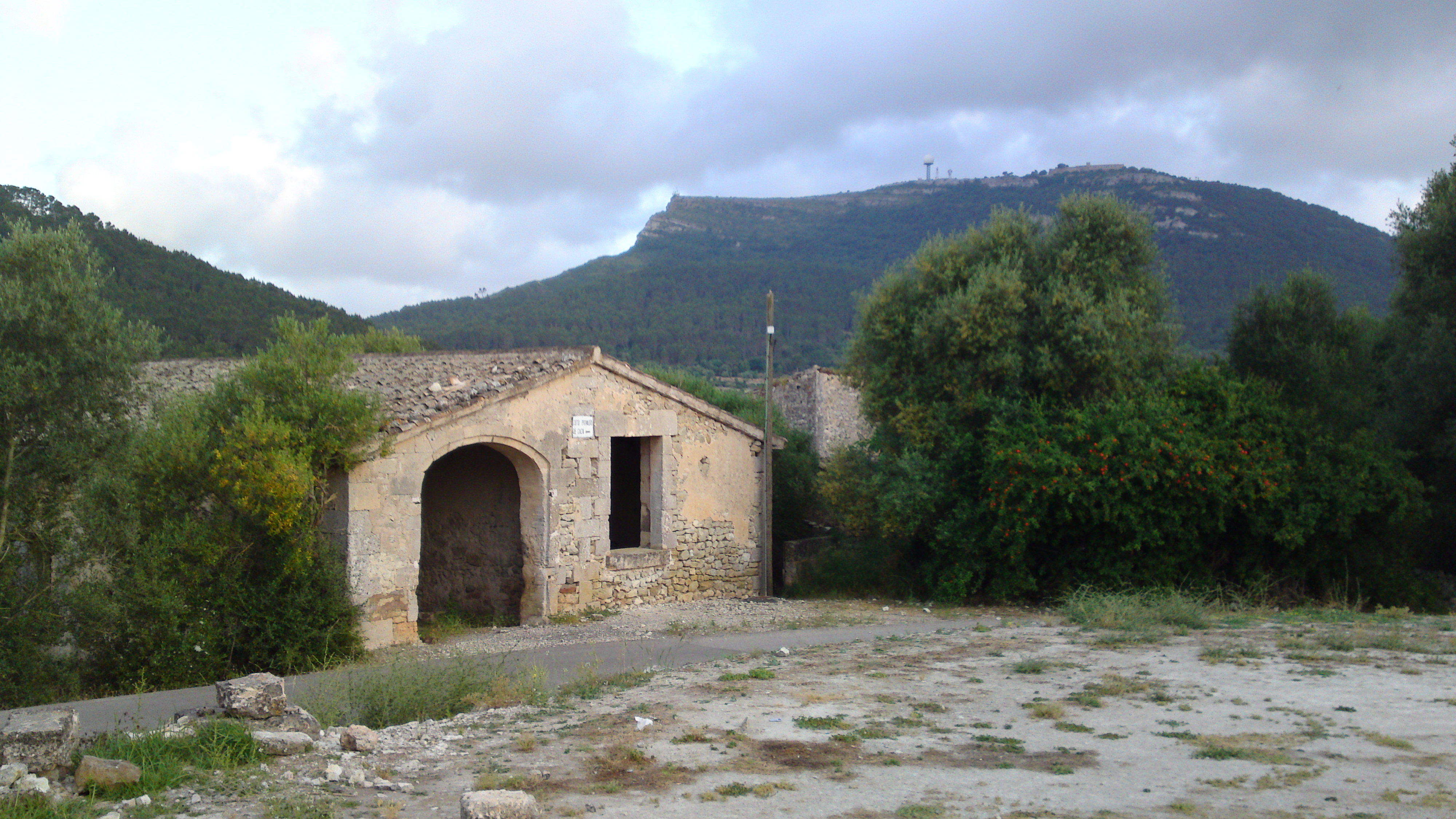
L'estable de la possessió

## Castellitx d'en Barra d'Or
En la divisió datada de 1603 apareix per primer cop sota la propietat d'Antoni Pujol i és estimada en 6.000 lliures mallorquines. A les darreries del segle xviii la possessió produïa blat i vinya, també disposava d'una font per regar l'hort i diversos molins. Jeroni de Berard al seu Viaje a las Villas de Mallorca (1789) també esmenta que era propietat del marquès de Solleric. L'arxiduc Lluís Salvador pel 1870 documenta el propietari Josep Quint Zaforteza i la sisena en extensió del terme.
En el segle xx, Jaume Munar la vengué a Bernat Coll Roca l'any 1920.

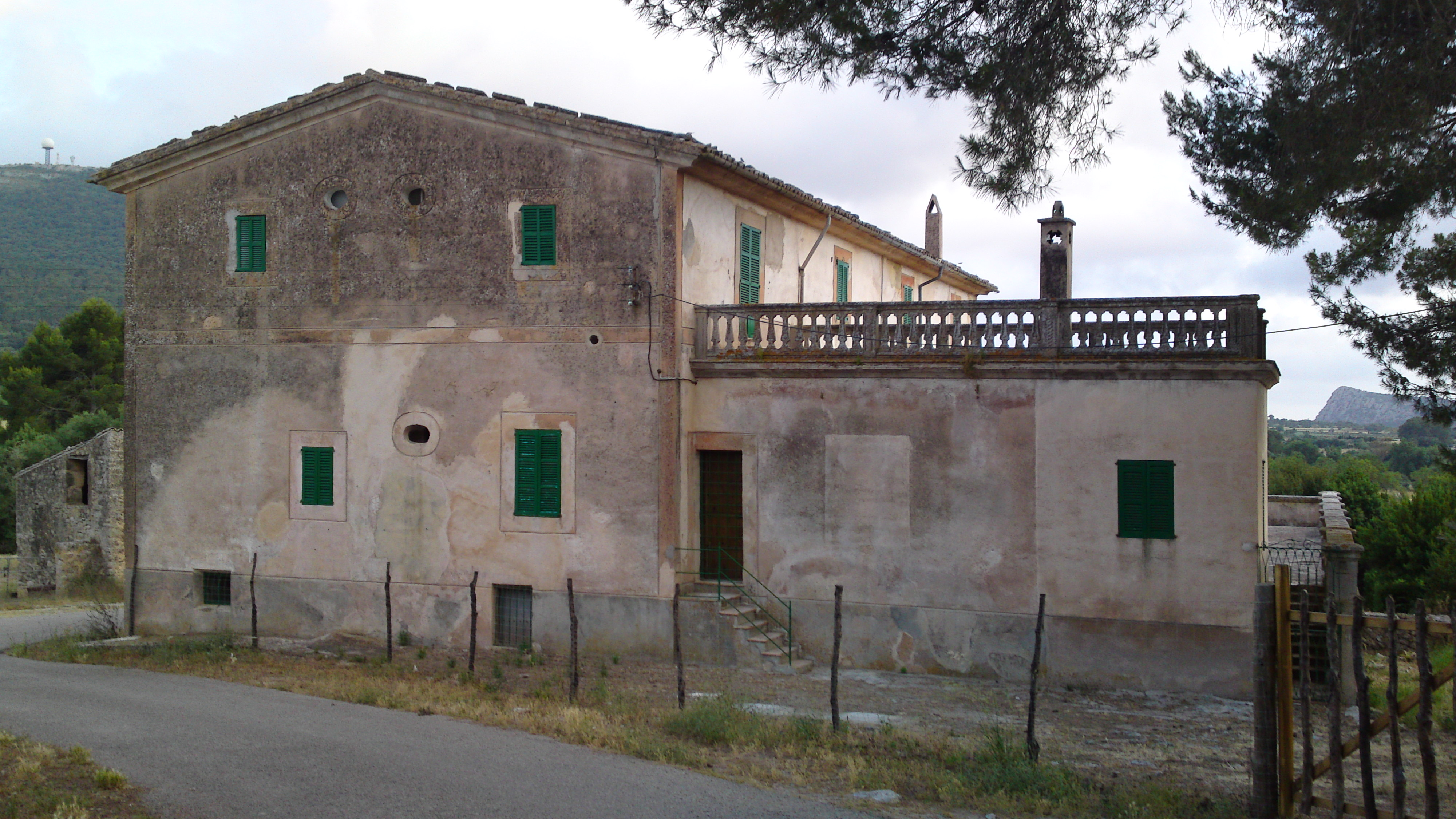
Una façana lateral de Castellitx d'en Barra d'Or